# Bernhard von Poten
Karl Georg Heinrich Bernhard Poten, ab 1899 von Poten, (* 8. August 1828 in Celle; † 22. November 1909 in Berlin) war ein preußischer Oberst und Militärschriftsteller.

## Leben

### Herkunft
Poten entstammte einer bürgerlichen Offiziersfamilie aus Kurhannover. Seine Eltern waren der Hannoversche Major Georg Poten (1799–1882) und Juliane Dorothea Kannengießer (1804–1841). Sein Onkel Friedrich Poten (1779–1845), hannoverscher Oberstleutnant, wurde 1827 von Großherzog Ludwig I. von Baden in den erblichen Freiherrnstand erhoben. Dessen Neffe setzte die freiherrliche Stammlinie fort.

### Werdegang
Poten stand von 1847 bis 1866 in hannoverschen Militärdiensten. 1847 war er Sekondeleutnant, avancierte 1854 zum Premierleutnant und 1863 zum Rittmeister. Als solcher gehörte er dem Hannoverschen Husarenregiment „Königin“ mit Patent vom 2. Dezember 1859 an. Nach dem Ende der Hannoverschen Armee und deren Übernahme in das X. Armee-Korps Preußens, wechselte auch Poten in preußische Dienste. 1867 wurde Poten als Eskadronchef dem 1. Schlesischen Husaren-Regiment Nr. 4 einrangiert. Seine Beförderung zum Major erfolgte 1870. In den Jahren 1871 bis 1874 war er beim Stab des Regiments und von 1874 bis 1884 Adjutant bei der Generalinspektion des Militärerziehungs- und Bildungswesens unter Stellung à la suite seines Regiments. Während dieser Zeit stieg er 1875 zum Oberstleutnant auf und erhielt 1878 den Charakter eines Obersts. Am 3. November 1884 wurden seinem Abschiedsgesuch mit Pension und der Genehmigung zum Tragen seiner bisherigen Uniform entsprochen.
Poten wurde am 24. Januar 1899 in Berlin in den preußischen Adelsstand erhoben.

### Familie
Poten vermählte sich 1861 in Celle mit Anna Sophie Elisabeth Behncke (1837–1905). Aus der Ehe ging der Sohn Heinrich Georg Wilhelm Alexander (1863–1920) hervor, der eine Militärkarriere in der Preußischen Armee einschlug und zum Generalmajor aufstieg.

## Werke
- Militairischer Dienst-Unterricht für die Kavallerie des deutschen Reichsheeres. Berlin 1875.
- Unser Volk in Waffen: Das deutsche Heer in Wort und Bild. Spemann, Berlin / Stuttgart 1885, OCLC 458073164; Nachdruck in: Historische Bibliothek, Melchior, Wolfenbüttel 2008, ISBN 978-3-939791-66-9 (in Fraktur).
- Georg Freiherr von Baring: königlich hannoverscher Generallieutenant 1773–1848: Ein Lebensbild auf Grund v. Aufzeichngn d. Verstorbenen u. v. Mittheilgn d. Familie entworfen. Berlin 1898.
- Geschichte des Militär-Erziehungs- und Bildungswesens in den Landen deutscher Zunge. Berlin 1900.
- Des Königs Deutsche Legion. 1803–1816. 1905.
- Handbuch für den Einjährig-Freiwilligen sowie für den Reserve- und Landwehr-Offizier der Kavallerie. Berlin 1911 (gemeinsam mit Albrecht Axel von Maltzahn).
- Handwörterbuch der gesamten Militärwissenschaften. (9 Bände) Velhagen & Klasing, Bielefeld und Leipzig 1877–1880 (Digitalisat).
- Kommandobuch zum ExerzirReglement für die Kavallerie vom 10. April 1886. (Digitalisat).
- Geschichte des Militär-Erziehungs- und Bildungswesens in Sachsen. (Digitalisat).
- Die Generale der Königlich Hannoverschen Armee und ihrer Stammtruppen. E.S. Mittler & Sohn, Berlin 1903 (Digitalisat).

Poten hat zudem zahlreiche Einzelartikel in der Allgemeinen Deutschen Biographie (ADB) verfasst, meist zu Offizieren.